# Bahnhof Radevormwald-Dahlhausen
Der Bahnhof Radevormwald-Dahlhausen ist ein Eisenbahnmuseum an der Wuppertalbahn in Dahlhausen (Wupper), einem Stadtteil von Radevormwald.

## Lage
Der Bahnhof befindet sich an der Bahnstrecke von Remscheid-Lennep nach Wuppertal-Oberbarmen, der Wuppertalbahn. Sie wurde im Jahre 1886 von der Bergisch-Märkischen Eisenbahn-Gesellschaft eröffnet und zweigt aus Wuppertal-Oberbarmen kommend kurz nach dem Betriebsbahnhof Wuppertal-Rauenthal ab.
Das etwa acht Kilometer lange, denkmalgeschützte Streckenteilstück zwischen Wuppertal-Beyenburg und Wilhelmsthal wird vom Förderverein Wupperschiene e. V. renoviert. Später soll ein Ausflugsverkehr mit historischen Zügen vom Museumsbahnhof aus betrieben werden.
Das Bahnhofsgelände, nicht jedoch das Bahnhofsgebäude selbst ist Sitz des Fördervereins Wupperschiene; dort sind die meisten Fahrzeuge des Vereins abgestellt.